# Den stora lokjakten
Den stora lokjakten (eng. Great Locomotive Chase eller Andrews' Raid) var en militär räd som ägde rum i norra Georgia den 12 april 1862, dvs. under det amerikanska inbördeskriget.
Volontärer från nordstatsarmén stal ett tåg med tillhörande vagnar i ett försök att störa för sydstaterna livsviktiga "Western & Atlantic Railroad" (W&A) som gick mellan Atlanta, Georgia och Chattanooga, Tennessee. De jagades av andra lokomotiv och tillfångatogs. Några avrättades som spioner. Några av deltagarna i räden blev de första att motta Medal of Honor.

## Bakgrund
Generalmajoren Ormsby M. Mitchel hade kommandot över sydstatsarmén i Tennessee. Han planerade att gå åt sydost med armén och ta Huntsville, Alabama, innan han skulle gå mot öster i hopp om att erövra Chattanooga. James J. Andrews, en civil spanare och deltidsspion, planerade samtidigt en våghalsig räd med syftet att förstöra Western and Atlantic Railroad-länken till Chattanooga och på så sätt isolera den från Atlanta. Han rekryterade en civilist vid namn William Campbell, samt 22 frivilliga nordstatssoldater från tre regementen i Ohio. De fick instruktioner att vara i Marietta, Georgia, natten till den 10 april. På grund av regn försenades de en dag. De reste dit i små grupper och med civila kläder för att slippa misstänksamhet. Alla utom två lyckades komma dit på utsatt tid.

## Jakten
På morgonen den 12 april stannade passagerartåget med lokomotivet General i Big Shanty (idag Kennesaw) i Georgia för att personalen och passagerarna skulle äta frukost. Andrews och hans män tog tillfället i akt och kapade helt enkelt General och några järnvägsvagnar. Målet var att köra tåget mot Chattanooga och möta upp Mitchels framryckande armé. Längs vägen skulle de bland annat dra sönder rälsen, förstöra järnvägsväxlarna, elda upp broar och dra ner telegraftrådar. Andrews män tog över spakarna och ångade ut ur Big Shanty, lämnandes förvånade passagerare, personal och åskådare bakom sig, inklusive några sydstatssoldater från ett närliggande läger.
Tågets konduktör, William Allen Fuller, jagade General till fots och med trallar. 
Vid Etowah hittade han loket Younah som han fortsatte jakten med. Jakten fortsatte upp till Kingston, Georgia, där Fuller fick ta tåget William R. Smith och fortsatte sedan mot Adairsville. 3 kilometer söder om Adairsville var rälsen uppbruten av tågkaparna, så Fuller fick springa sista biten. I Adairsville fick Fuller ta lokomotivet Texas med vilket han fortsatte jakten på General.
De båda lokomotiven körde genom Dalton och Tunnel Hill. På några platser skar tågkaparna av telegraftrådarna så inget meddelande kunde gå fram till Chattanooga. Deras försök att bränna broar och spränga Tunnel Hill fullföljdes dock inte. Norr om Ringgold, Georgia, tog bränslet slut, och Andrews med mannar övergav General och flydde, bara några kilometer från Chattanooga.
Andrews och alla 21 medhjälparna fångades in av Sydstaterna, plus de två som hade missat kapningen på grund av försovning. Andrews åtalades i Chattanooga och befanns skyldig. Han hängdes i Atlanta den 7 juni. Den 18 juni sändes sju andra som deltagit i kapningen tillbaka till Atlanta och hängdes, alla dömda för spioneri. De begravdes i en omärkt grav. Åtta andra lyckades fly från fångenskapen, i flera mil i små grupper lyckades de alla ta sig tillbaka till Nordstatssidan. Två av dem hade hjälpts av slavar och sympatisörer till Nordstaterna. Två andra hade åkt norrut Chattahoochee River tills de hade räddats av nordstatssoldater. De kvarvarande åtta utväxlades som krigsfångar den 17 mars 1863.
De allra första Medal of Honor-medaljerna gavs till dessa män av krigsministern Edwin M. Stanton. Senare fick alla utom två av de andra soldaterna samma medalj, (postumt för de som avrättats). De två som blev utan hade blivit avrättade men nedteckningen om dem hade tappats bort, och det tog ytterligare några år av efterforskningar för att även de skulle belönas. Andrew och Campbell sågs inte som berättigade till medaljen eftersom de var civila.
Händelsen har legat till grund för Buster Keatons Så går det till i krig från 1927 och Walt Disneys dramafilm The Great Locomotive Chase från 1956.

## W&A i nutid
W&A har inte ändrats mycket sedan händelserna 1862. Platserna där jakten började (i närheten av Big Shanty Museum i Kennesaw) och slutade (vid milstenen 116.3 norr om Ringgold) är båda utmärkta.
Ett monument tillägnat Andrews och hans medhjälpare har rests vid Chattanooga National Cemetary. En mindre modell av General står på toppen av monumentet, samt en kort historia om "Den stora lokjakten". Det riktiga General står idag på Southern Museum of Civil War and Locomotive History i Kennesaw, Georgia, medan Texas visas upp på Atlanta Cyclorama.

## Lokjakten i musiken
Den stora lokjakten har även blivit ett musikstycke, det skrevs av kompositören Robert W. Smith. Stycket baseras på Andrews kapning, och det innehåller ljudeffekter som påminner om ett framrusande lok.